# Центральная мечеть (Бишкек)
Центральная мечеть (кирг. Борбордук мечит) — крупнейшая мечеть Кыргызстана, выполненная в стиле османской архитектуры, является одной из главных достопримечательностей города Бишкек. Расположена в районе бывшего кинотеатра «Иссык-Куль», к востоку от исторического центра города по проспекту Жибек Жолу (Шёлковый Путь).

## История
Возведение мечети в стиле османской архитектуры началось в Бишкеке в 2012 году. Открытие состоялось 2 сентября 2018 года, при участии президента Кыргызстана Сооронбая Жээнбекова и президента Турции — Реджепа Тайипа Эрдогана.
Финансированием и строительством занималась турецкая сторона. В 2012 году на строительство было выделено 25 млн долларов. На постройку данной мечети по распоряжению Реджепа Тайипа Эрдогана были привезены строительные материалы из Турции.
После открытия мечети планировалось, что она станет центральной мечетью Бишкека, однако по документам центральной мечетью города оставалась мечеть на пересечении улиц Московская и Гоголя, открытая в 1995 году.